# Нісея
Нісея (дав.-гр. Νίσαια) — стародавнє місто і порт на узбережжі Саронічної затоки в області Мегарида (Греція), поруч із сучасним селищем Пахі.

## Історія
Історія Нісеї протягом століть була пов'язана з Мегарами, головною гаванню яких вона була і за архаїчної доби, і пізніше. Місцева бухта була невеликою, але добре захищеною — острівцем Міноя і Саламіном, від якого в цьому місті материк відділяє вузька протока.
Легенди називали засновником Нісеї мегарського царя Ніса. Проте археологічні дані не дають підстав стверджувати, що місто було збудоване мегарянами. Принаймні поселення на його території не молодше за перші будівлі сусідів. За деякими переказами Мегари спочатку взагалі мали іншу назву і іменувалися Нісою (дав.-гр. Νίσα), що дозволяє розглядати версію, за якою спочатку була заснована Нісея, а вже потім (наприклад, за часів Мегарея) місто було перенесене подалі від моря, на територію сучасної Мегари. Щоправда, сама генеалогія мегарських царів виглядає настільки фантастичною, що деякі дослідники підозрюють в ній підробку кінця VIII — початку VII ст. до н. е.
Нісея від самого початку брала активну участь у мегарській колонізації. Власне, іншого зручного виходу до моря Мегари не мали, до Паг і Егосфен дістатися було важче — шлях до них ішов через гори. Не дивно, що Нісею розглядали як «ключ» до Мегар — насамперед традиційні суперники, афіняни. Вперше вони захопили гавань у 565 році до н. е. — тимчасово — але це призвело до державного перевороту в Мегарах. Наступного разу афіняни з'явилися в Нісеї у 460 р. до н. е. на прохання самих мегарців, які в той час конфліктували з Коринфом і Спартою. Звільнити місто змогли лише у 446 р. до н. е. З початком Пелопоннеської війни (431 р. до н. е.) афіняни спробували знову захопити гавань, але здобули лише Міною, яка закривала вхід до порту. Досягти мети вдалося лише 424 р. до н. е., завдяки зраді місцевих мешканців. Нісея залишалася в руках афінян навіть після укладання Нікієвого миру (421 р. до н. е.), проте у 414 році до н. е. військові дії відновилися і афіняни змушені були залишити місто назавжди.
У 460 — 424 і 340 — 307 рр. до н. е. Нісея була з'єднана з Мегарами «довгими мурами» в єдину фортифікаційну систему, що дозволяло витримувати тривалі облоги з суходолу, проте після здобуття міста Деметрієм Поліоркетом усі міські укріплення були зруйновані, а гавань була оголошена «вільною».
У338 — 243 рр. до н. е. Нісея перебувала під владою Македонії, у 243 — 223 рр. до н. е. входила до складу Ахейського союзу, у 223 — 192 рр. до н. е. — Беотійського, в 192 — 146 рр. до н. е. — знову Ахейського.
У 146 р. до н. е. місто стало римським.